# Hug von Fürstenberg-Haslach
Hug von Fürstenberg-Haslach, auch neuzeitlich Hugo von Fürstenberg (* vor 1317; † wohl 24. Mai 1371), war ein Graf und Ritter aus dem Adelsgeschlecht der Grafen von Fürstenberg der Linie Haslach und Herr zu Zindelstein.

## Herkunft und Familie
Hug war ein Sohn des Grafen Götz von Fürstenberg-Haslach († 1341) ⚭ 1323 Anna Gräfin von Montfort († 13. Januar 1341) bestattet in der Dominikanerkirche Freiburg, ihr Grabstein befindet seit 1802 in der Pfarrkirche Haslach, neben dem namenlosen Epitaph, das dem Götz zugeschrieben wurde. Seine Geschwister waren: Heinrich (* um 1341; † vor 1358) ⚭ Irmengard von Werdenberg; Johann († 7. November 1332) und Herzlaude ⚭ 1353 Freiherr Ulrich VII. von Rappoltstein († 1377) ihre gleichnamige Tochter Herzlaude wurde, nachdem die Heiratsabsprache mit Johann IV. von Habsburg-Laufenburg missglückte, Gemahlin des Heinrich III. von Saarwerden.

### Heirat
Hug heiratete 1347 Adelheid von Krenkingen, Tochter des Lütold von Krenkingen. Sie hatten die Kinder Johann und Adelheid. Johann fiel in der Schlacht bei Sempach am 9. Juli 1386. Damit fiel die Herrschaft Haslach zurück an die Stammlinie. Adelheid heiratete Graf Friedrich XI. von Hohenzollern. Hug hatte einen vorehelichen Sohn, Johann, den er legitimierte und der dann Pfarrer (1363) in Herbolzheim war, wo er das Prokuratsrecht besaß.

## Leben
Hug war administrativ und kriegerisch vielfältig tätig und zahlreiche Urkunden belegen sein Handeln. Durch die Heirat erhielt er unter anderem die Burg Gutenburg, die er am 31. Januar 1357 an seinen Schwager, Johann von Blumenegg und dessen Vater, Ritter Heinrich von Blumenegg für das Dorf Herbolzheim veräußerte, welches zuvor ebenfalls Lüthold von Krenkingen als ein Lehen des Bischofs von Strassburg gehörte. 1347 erhielt er von König Karl die Zusage über 2000 Gulden für seine vereinbarten Waffendienste. 1358 trat er für 10 Jahre in den Dienst des Bischofs Johann von Strassburg, dem er dafür am 23. April 1362 die Summe von 600 Pfund quittierte. Weitere Güter für den Todesfall überschrieb ihm seine Frau vor dem Hofgericht Rottweil am 8. Mai 1357 zur lebenslangen Nutzung. Das Fischrecht im Rhein bei Schaffhausen war dagegen wohl zuvor schon Fürstenbergischer Besitz, am 1. Juli 1363 belehnt er damit den Schultheiß von Schaffhausen, Ritter Eckbrecht von Randenburg. Sein Wohnsitz war die Burg Zindelstein von wo aus wohl auch die Burg Neufüstenberg erbaut wurde, jedenfalls wird sie hier (am 18. Dezember 1381) erstmals genannt. Am 24. Juli 1353 übernahm er die Vogtei über das hier erstmals genannte Klösterlein Scharta.

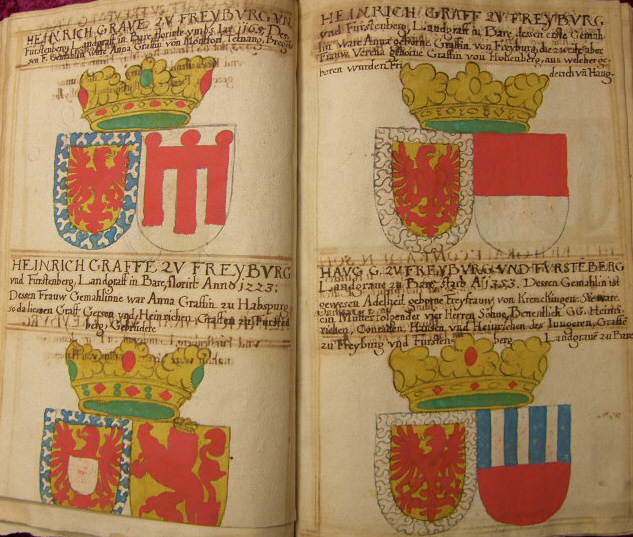
Namen und Wappeneintrag (rechts unten) in einer Abschrift aus dem 17. Jahrhundert des Rüxner Turnierbuch: Haug G(raf) von Freiburg und Fürstenberg etc. Rüxner zählt hier Nachkommen auf die nicht belegt sind